# A26-os autópálya (Olaszország)
Az A26-os autópálya egy 197,1 km hosszúságú autópálya Olaszországban. Az út Piemont és Liguria régiókon halad keresztül. Fenntartója az Autostrade per l'Italia.